# Ivan Cvetkov
Ivan Petkov Cvetkov (in bulgaro Иван Петков Цветков?, angl. Ivan Tsvetkov; Blagoevgrad, 31 agosto 1979) è un ex calciatore e dirigente sportivo bulgaro, osservatore del Ludogorec.

## Caratteristiche tecniche
Attaccante, può giocare anche come trequartista.

## Carriera
Ha segnato più di 140 reti in tutti i campionati.

### Club

#### Inizi ed Heerenveen
Nato a Blagoevgrad, Cvetkov inizia a giocare a calcio nella compagine locale del Pirin, prima di essere prelevato a 18 anni dalle giovanili dell'Heerenveen. Con la squadra olandese debutta il 20 agosto 1998 nella sfida casalinga vinta 1-0 contro il Twente. Il 10 aprile 1999 marca la prima rete con i frisoni, decidendo la partita di campionato vinta 3-2 contro il N.E.C. Nimega. Rimane ad Heerenveen anche per l'annata 1999-2000, trovando poco spazio.

#### Veendam
Nell'estate 2000 viene acquistato dal Veendam, club di seconda serie olandese. Alla prima stagione segna 18 reti, mentre nel 2001-2002 diventa il capocannoniere della serie cadetta con 22 gol.

#### Zwolle
Nel luglio 2002 le sue buone prestazioni lo fanno ritornare in massima divisione, aggregandosi allo Zwolle, dopo essersi liberato del Veendam. La stagione 2002-2003 non è tuttavia positiva come le scorse annate in termini realizzativi, tanto che l'attaccante bulgaro segna una sola rete in 24 partite.
Nell'annata seguente non riesce ad andare a segno nemmeno una volta in 17 presenze e per lo Zwolle arriva la retrocessione in Eerste Divisie.

#### Helmond Sport
Nel 2004 firma per l'Helmond Sport, in seconda divisione. Il suo rendimento si riconferma ai livelli del Veendam, tanto che il bulgaro segna in una sola stagione 19 reti in 32 partite di campionato. A fine annata 2004-2005 l'Helmond sfiora la promozione in Eredivisie.

#### Sparta Rotterdam
Nell'estate 2005 passa allo Sparta Rotterdam, neopromosso in Eredivisie. Il 12 agosto 2005 debutta coi bianco-rossi nella prima partita dell'Eredivisie 2005-2006 ad Alkmaar contro l'AZ (sconfitta per 3-0). Il 22 ottobre 2005 sigla la prima rete col club di Rotterdam, segnando il gol della bandiera nella sconfitta casalinga per 3-2 contro il Roda.
Rimane allo Sparta fino al gennaio 2007. Nei suoi primi dieci anni di carriera ha saputo mantenere una media reti/partita pari a 0,60.

#### In Turchia e Azerbaigian
Nell'inverno 2007 si trasferisce in Turchia, al Sivasspor, dove in un anno e mezzo segna 11 reti in 41 partite di campionato. Dal 2008 al 2010 milita nello Xəzər-Lənkəran, compagine dell'Azerbaigian.

#### Ritorno al Pirin e Levski Sofia
Nel 2010 fa ritorno al Pirin, club bulgaro che lo ha cresciuto. Il Levski Sofia, convinto dalle prestazioni di Cvetkov nel Pirin (8 reti in 13 incontri di prima divisione, tra i quali proprio una doppietta al Levski in un 2-3 per la società della capitale), lo acquista e l'attaccante firma 13 centri tra campionato, coppa ed Europa League.

#### Botev Plovdiv e ritiro
Per la stagione seguente il Botev Plovdiv si accorda con il Levski Sofia, rilevando le prestazioni del giocatore in cambio di circa 15000 €. Cvetkov non delude e, alla sua prima stagione a Plovdiv, realizza 17 gol in campionato (seconda nella classifica marcatori) contribuendo ai successi del Botev che conclude la graduatoria al quarto posto nel torneo bulgaro. Dopo tre anni lascia Plovdiv dove ha segnato 28 reti in 77 partite.
Dopo due anni di inattività si aggrega per la terza volta al Pirin, dove chiuse la carriera nel 2017 a 37 anni.

### Nazionale
Il 14 novembre del 2012 esordisce a 33 anni con la Nazionale maggiore a Sofia in una partita amichevole persa contro l'Ucraina per 0-1.

### Dirigente
Dopo aver appeso gli scarpini al chiodo, Cvetkov diventa assistente del Pirin fino al 2018 quando assume il ruolo di osservatore per il Ludogorets.

## Palmarès

### Individuale
- Capocannoniere dell'Eerste Divisie: 1

2001-2002 (22 gol)